# Kameanka, Sofiivka
Kameanka (în ucraineană Кам`янка) este localitatea de reședință a comunei Kameanka din raionul Sofiivka, regiunea Dnipropetrovsk, Ucraina.

## Demografie
Componența lingvistică a localității Kameanka
     Ucraineană (95,72%)
     Rusă (3,04%)
Conform recensământului din 2001, majoritatea populației localității Kameanka era vorbitoare de ucraineană (95,72%), existând în minoritate și vorbitori de rusă (3,04%).